# Sirețel, Iași
Sirețel este satul de reședință al comunei cu același nume din județul Iași, Moldova, România.